# Глебово (Сокольский район)
Глебово — деревня в Сокольском районе Вологодской области.
Входит в состав Двиницкого сельского поселения, с точки зрения административно-территориального деления — в Двиницкий сельсовет. Расположена к югу от автодороги А123.
Расстояние по автодороге до районного центра Сокола — 37 км, до центра муниципального образования Чекшина — 1 км. Ближайшие населённые пункты — Чекшино, Пыхмарево, Котлакса.
По переписи 2002 года население — 19 человек.